# Euterpe broadwayi
Euterpe broadwayi (manac, manicol);  es una especie de palmera, de tallo fino erecto, de hojas pinnadas.

## Descripción
Los tallos usualmente crecen desde una corona, y alcanzan 8-20 m de altura y 20-30 cm de diámetro, con 10-16 hojas.
A veces es cosechado para palmitos.

## Distribución
Es  nativa de Trinidad y Tobago, Granada, Antillas Neerlandesas, San Vicente y Granadinas y Dominica.  

## Taxonomía
Euterpe broadwayi fue descrita por Odoardo Beccari ex Walter Elias Broadway y publicado en Bulletin of the Department of Agriculture (Trinidad and Tobago) 15: 17, en el año 1916.
Etimología
El género lleva el nombre de la musa Euterpe de la mitología griega.
broadwayi: epíteto otorgado en honor del botánico inglés Walter Elias Broadway (1863–1935)
Sinonimia
- Euterpe broadwayana Becc.
- Euterpe dominicana L.H.Bailey
- Euterpe grenadana L.H. Bailey
- Euterpe hagleyi L.H. Bailey[5][6]